# Петросян, Тигран Левонович
Тигра́н Лево́нович Петрося́н (арм. Տիգրան Պետրոսյան; род. 17 сентября 1984) — армянский шахматист, гроссмейстер (2004). Двукратный победитель Всемирной Шахматной Олимпиады (2008, 2012) в составе команды Армении.

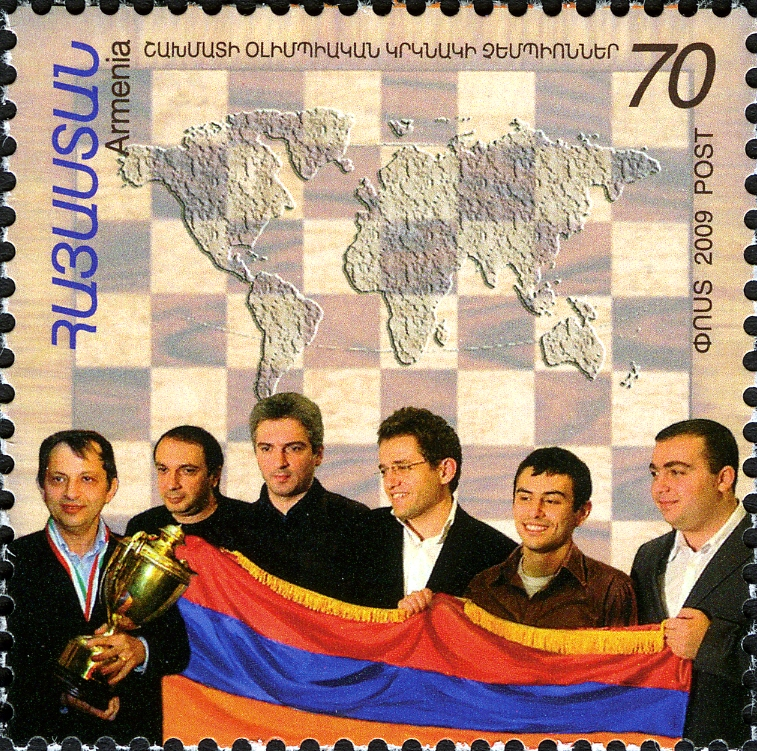
Т. Петросян (первый справа) со своими товарищами по команде на Олимпиаде-2008 на марке Армении. 2009 г.

Двукратный чемпион Армении (2012 и 2013).
В 2020 году был уличён в нарушении правил честной игры в турнире PRO Chess League; пожизненно дисквалифицирован в этом соревновании и на проводящем его сайте Chess.com.

## Изменения рейтинга
| Графики недоступны из-за технических проблем. См. информацию на Фабрикаторе и на mediawiki.org. |

## Награды
- Орден Почёта (10 сентября 2012 года) — за блестящую победу команды на Всемирной шахматной олимпиаде, состоявшейся в Стамбуле в 2012 году, за отстаивание чести Родины на международной арене и за достойное представление Армении перед миром[5].
- Медаль «За заслуги перед Отечеством» I степени (26 ноября 2008 года) — за блестящую победу, достигнутую на Всемирной шахматной олимпиаде, за отстаивание спортивной чести Родины, за достойное представление Армении на международной арене, а также за содействие развитию шахмат в Республике Армения[6].